# Tabieh

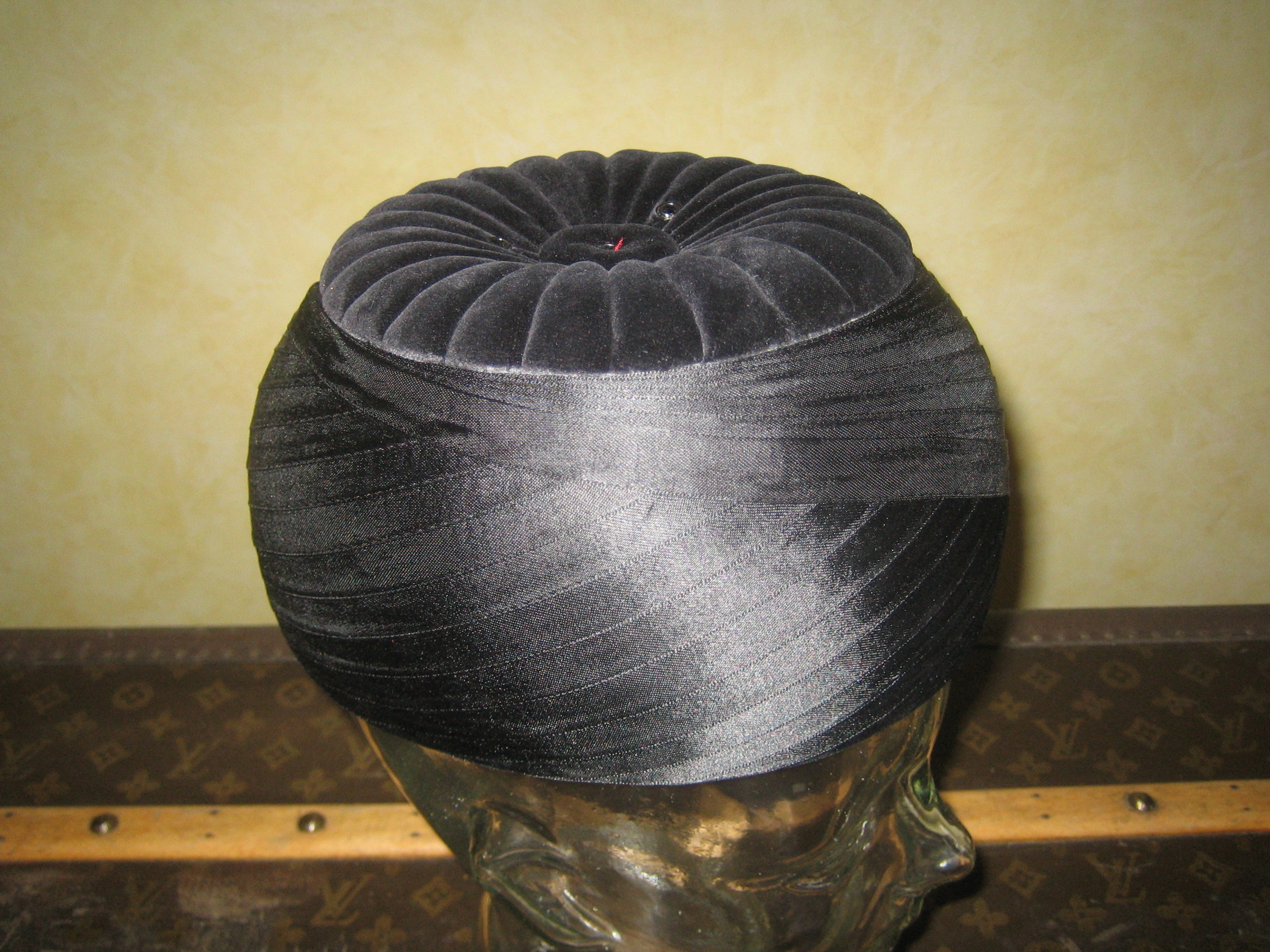
Tabieh (Tabiah) in schwarz, getragen von Bischöfen und Priestern

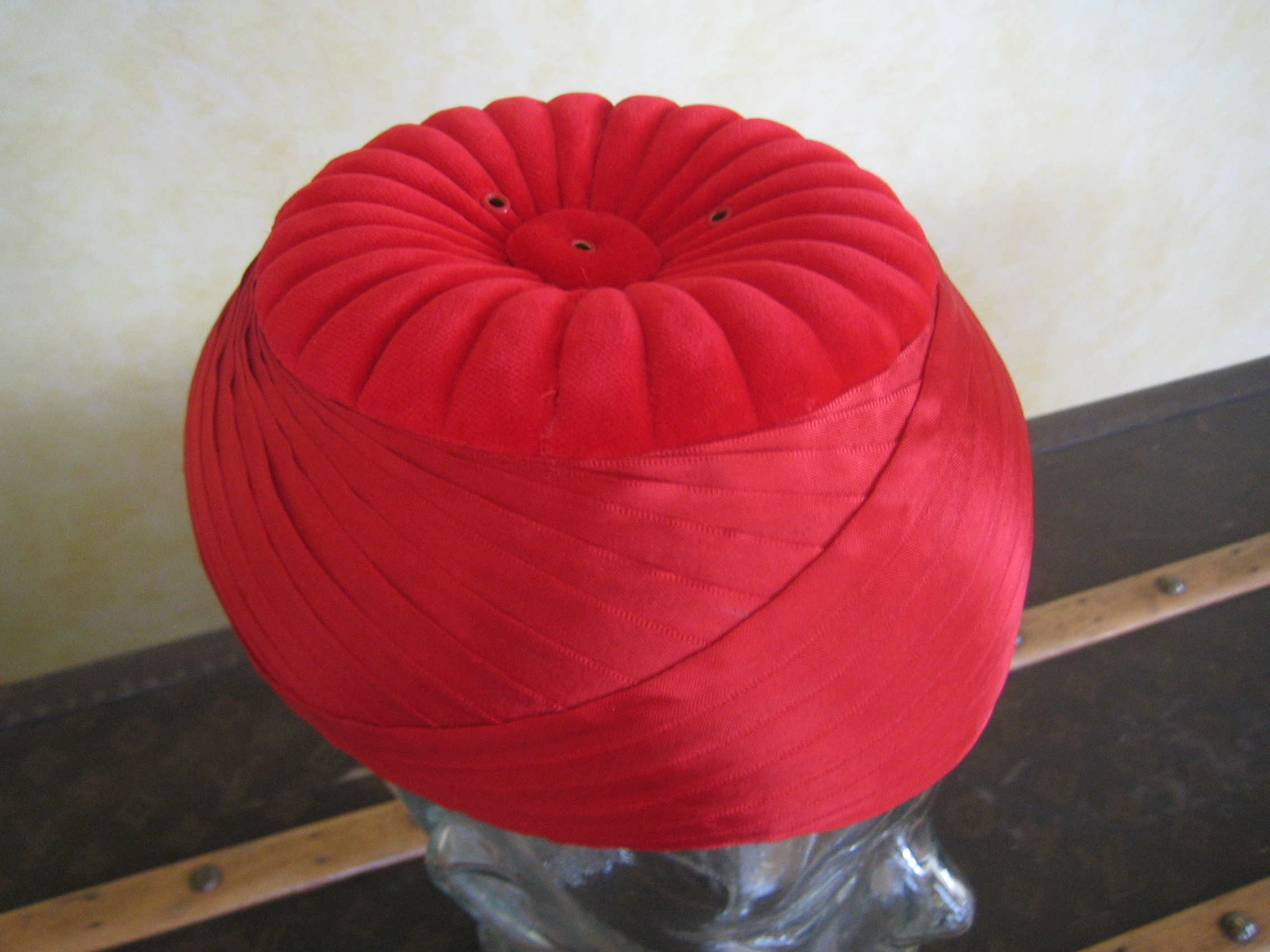
Tabieh (Tabiah) in rot, getragen vom Patriarchen, wenn er im Kardinalsrang steht

Mit Tabieh (arab.  طابية) bezeichnet man die Kopfbedeckung der maronitischen Priester, Bischöfe und Patriarchen. Sie hat eine turbanähnliche Form und besteht aus Karton und einem dunklen Stoff. Unter der Tabieh trägt man ein Escime. Während der Messe wird von Bischöfen und dem Patriarchen die Mitra getragen.